# 白玉州
白玉州是清代四川省登科府所轄的一個州，宣統二年（1910年）三月八日設置，由張敏任白玉委員至宣統三年（1911年）五月。宣統三年六月，仇濟善繼任白玉委員。民國二年（1913年）三月，改白玉州為白玉縣。在德化州南，為德格五區之南區。治白玉，即今四川白玉縣駐地建設鎮。